# Sicyonia martini
Sicyonia martini är en kräftdjursart som beskrevs av Pérez Farfante och Booth 1981. Sicyonia martini ingår i släktet Sicyonia och familjen Sicyoniidae. Inga underarter finns listade i Catalogue of Life.